# Umling Lőrinc

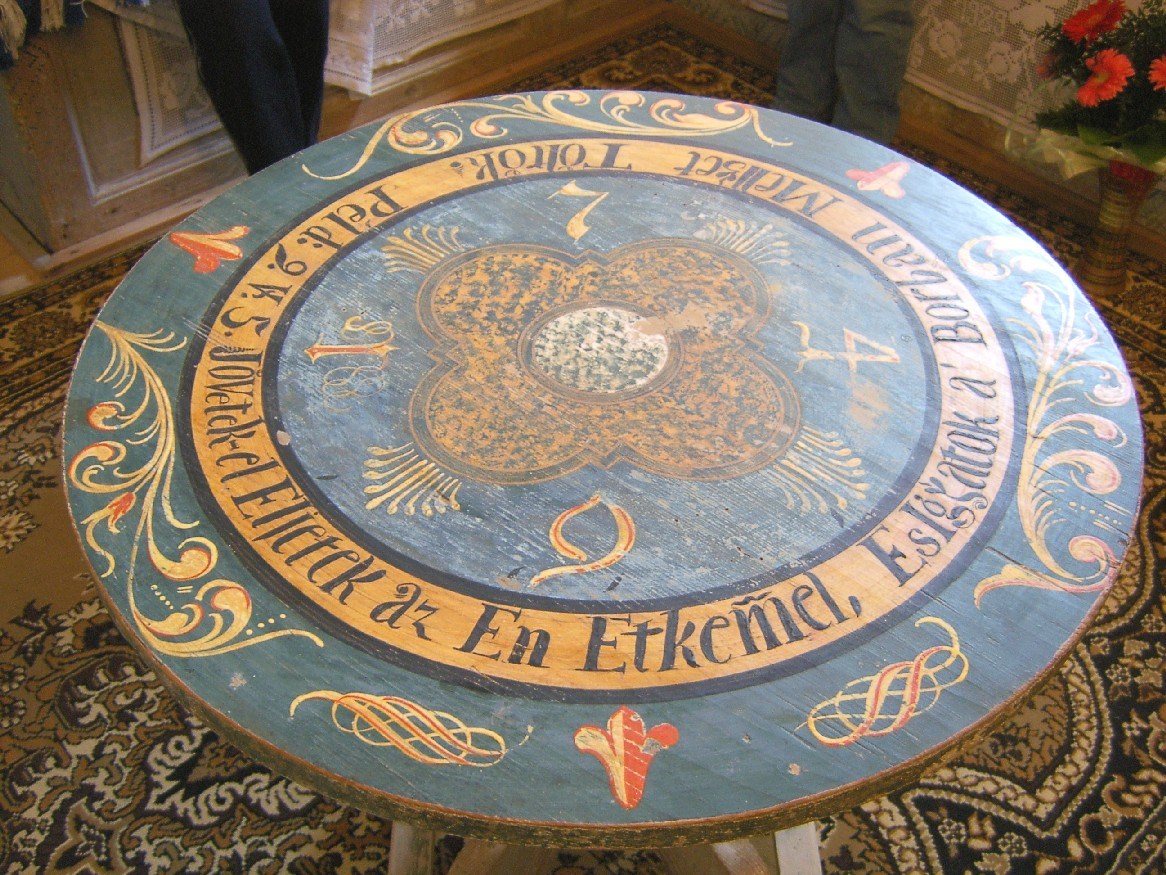
A kalotadámosi református templom úrasztala

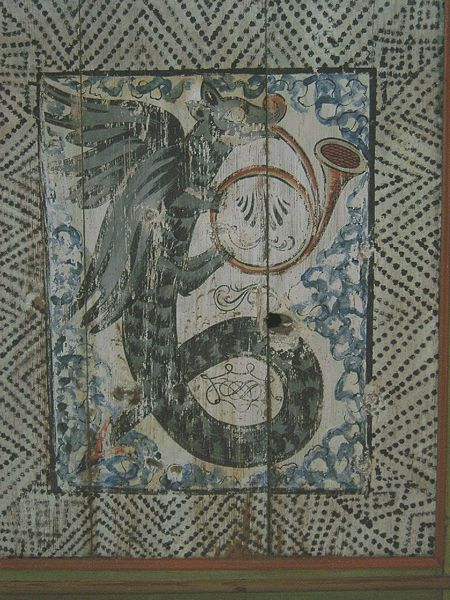
A bak csillagképe és a téli napforduló hurkos farkú sárkánya Kalotadámos templomából.jpg

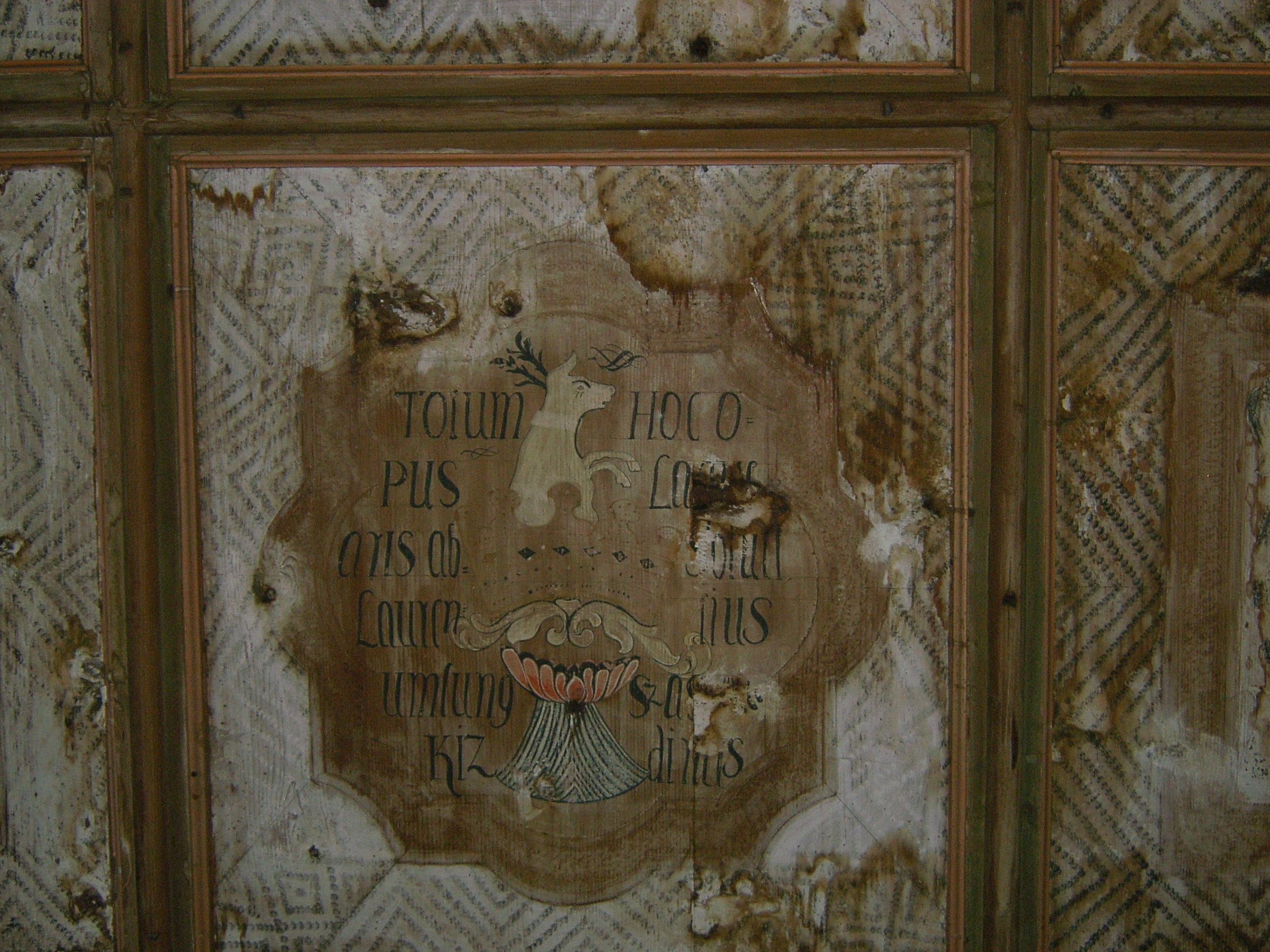
Umling Lőrinc nevét őrző tábla Magyarkiskapus református templomának mennyezetén

Umling Lőrinc 18. századi festő és asztalos, az Umling család és a kalotaszegi festőasztalosok legismertebb tagja, a születési és halálozási adatai nem ismertek. Több műve maradt fenn a kalotaszegi református templomokban, amelyeket részben egyedül, részben fiaival, ifj. Umling Lőrinccel és Umling Jánossal közösen készített: festett kazettás mennyezetek, szószékek és szószékkoronák, festett karzatok és padok.
Szász származású, Szászkézdről költözött Kolozsvárra. 1742. június 23-án lett Kolozsvár polgára lett. 1756-ban a Monostoron volt 200 Ft értékű háza. 1759-ben a céhben "bejáró mester" volt. 1770-ben már legénnyel és inassal dolgozott, az adóösszeírásnál az ötödik (vagyis utolsó előtti) kategóriába sorolták.
Az általa használt díszítőmotívumok a régi, 17. századi mintákat használták, barokkos színpompával. Szász származása ellenére átvette a magyar hagyományos mértani és virágos illetve lombdíszes mintákat. Értékelését illetően megoszlanak a vélemények: míg Malonyai Dezső szerint "otromba bizarságokkal mételyezték meg a tiszta magyar ízlést", Kelemen Lajos árnyaltabban fogalmaz: "a régi minták és színek fenntartásával főleg idősebb Umling Lőrincnek nagyszámú alkotásaiban jóval több érdeme van, mint amennyi kárt tett azokkal a gyenge kísérletekkel, melyekben alakok és bibliai jelenetek festésével erejét meghaladó feladatokba kontárkodott."
Műveinek teljes feltérképezése nem készült el; sok esetben nem lehet eldönteni, hogy egyedül vagy fiaival együtt készített egy adott munkát. Mivel sokat dolgozott fiaival, munkáik azonos stílusjegyeket mutatnak, tehát a szerző szerinti elkülönítés inkább csak külső dokumentumok alapján történhetne meg. Jelenleg a művészettörténeti források az alábbiakat tulajdonítják kizárólag az idősebb Umling Lőrincnek:
- dési református templom, karzatfestmény (1765)
- magyarköblösi református templom, szószékkorona (1774)
- magyardécsei református templom, szószék (1785)

Fiával, ifj. Umling Lőrinccel közös munkák:
- 1742 Magyarkapus, református templom mennyezete és padjai; Sztána, református templom mennyezete
- 1743 Magyarkiskapus, református templom mennyezete
- 1744 Györgyfalva, református templom szószékkorona
- 1745 Kispetri, református templom mennyezet renoválása
- 1746 Magyarókereke, református templom mennyezete; Kalotadámos, református templom úrasztala
- 1750 Szászlóna, református templom szószékkorona; Farnas református templom mennyezet; Gyerővásárhely református templom mennyezete
- 1752 Szászlóna, református templom mennyezete és legénykarzata
- 1753 Kalotadámos, református templom legénykórusa
- 1755 Szásznyíres, református templom legénykarzata
- 1761 Somkerék, református templom karzat
- 1764 Körösfő, Nagysomkút és Nagybánya, Teleki-házak renoválása
- 1765 Magyarvista református templom mennyezete
- 1767 Magyarvista, református templom festett padelők
- 1768 Jákótelke, református templom mennyezete
- 1769-70 Nagypetri, református templom szószékkorona, mennyezet renoválása
- 1770 Szék, református templom mennyezete
- 1772 Gyerővásárhely szószék és szószékkorona
- 1774 Kalotadámos mennyezet
- 1778 Magyarvalkó, református templom mennyezete és szószékkorona
- 1780 Bánffyhunyad, református templom mennyezete
- 1783 Inaktelke, református templom szószékkorona
- 1791 Páncélcseh, református templom szószékkorona
- 1794 Magyarbikal, református templom szószék, új mennyezet; Magyargyerőmonostor kiskar kifestése
- 1796 Kendilóna, kastély belső berendezése